# Локалита Пјано Спито
Локалита Пјано Спито је насеље у Италији у округу Агриђенто, региону Сицилија.
Према процени из 2011. у насељу је живело 87 становника. Насеље се налази на надморској висини од 183 м.